# Maria Krahn
Maria Krahn (7 de octubre de 1896 - 19 de diciembre de 1977) fue una intérprete cinematográfica y actriz de voz de nacionalidad alemana.

## Biografía
Nacida en Colonia, Alemania, su nombre completo era Maria Katharina Hubertina Krahn. Recibió formación en la escuela de teatro de Louise Dumont, consiguiendo su primer compromiso teatral de la mano de Saladin Schmitt, director del Schauspielhaus Bochum. Posteriormente pudo trabajar en Fráncfort del Meno y en Hamburgo, actuando en 1933 en los teatros Reinhardt-Bühnen de Berlín. 
Con la llegada del cine sonoro, Krahn fue muy solicitada como actriz de reparto, trabajando hasta 1945 en más de 50 producciones cinematográficas.
Finalizada la Segunda Guerra Mundial, se centró de nuevo en el teatro. Desde 1955 a 1959 actuó con la compañía teatral Wuppertaler Bühnen, en 1960 en el Teatro Municipal de Gelsenkirchen, y después en el Schauspielhaus de Bochum. 
Maria Krahn falleció en Gelsenkirchen, Alemania, en 1977. En 1928 se había casado con el director y actor cinematográfico Hans Hinrich (1903–1974).

## Filmografía
- 1931: Schneider Wibbel
- 1934: Hermine und die sieben Aufrechten
- 1934: Ein Mädchen mit Prokura
- 1934: Oberwachtmeister Schwenke
- 1934: Pappi
- 1935: Das Mädchen Johanna
- 1935: Liselotte von der Pfalz
- 1935: Lärm um Weidemann
- 1935: Der mutige Seefahrer
- 1935: Stützen der Gesellschaft
- 1935: Die törichte Jungfrau
- 1935: Die Werft zum Grauen Hecht
- 1936: August der Starke
- 1936: Die Entführung
- 1936: Inkognito
- 1936: Ein kleiner goldener Ring
- 1936: Krach und Glück um Künnemann
- 1936: Die lustigen Weiber
- 1936: Das Schönheitsfleckchen
- 1936: Stärker als Paragraphen
- 1936: Susanne im Bade
- 1936: Familienparade
- 1936: Mädchenräuber
- 1937: Napoleón tiene la culpa
- 1937: Andere Welt
- 1937: Frauenliebe – Frauenleid
- 1937: Togger
- 1937: Der Unwiderstehliche
- 1938: Fracht von Baltimore
- 1938: Der Maulkorb
- 1938: Mordsache Holm
- 1938: Napoleon ist an allem schuld
- 1938: Scheidungsreise
- 1938: Der Spieler
- 1938: Das Verlegenheitskind
- 1938: Zwischen den Eltern
- 1938: Liebelei und Liebe
- 1938: Was tun, Sybille?
- 1939: Kongo-Express
- 1939: Rheinische Brautfahrt
- 1939: Schneider Wibbel
- 1939: Der Stammbaum des Dr. Pistorius
- 1939: Wir tanzen um die Welt
- 1940: Der dunkle Punkt
- 1940: Herz – modern möbliert
- 1940: Ritorno
- 1940: Was wird hier gespielt?
- 1940: Der Weg zu Isabel
- 1940: Traummusik
- 1940: Wie konntest Du, Veronika!
- 1940: Das leichte Mädchen
- 1941: Mein Leben für Irland
- 1941: Der große König
- 1941: Illusion
- 1942: Viel Lärm um Nixi
- 1943: Abenteuer im Grandhotel
- 1950: Das doppelte Lottchen
- 1951: Das späte Mädchen
- 1952: Der eingebildete Kranke
- 1953: Heimlich, still und leise
- 1954: Der Engel mit dem Flammenschwert
- 1955: Rosen im Herbst
- 1955: Rosenmontag
- 1961: Das Wunder des Malachias